# Кримінальна міліція у справах дітей

## Структура, функції та основні напрями діяльності кримінальної міліції у справах дітей
Кримінальна міліція у справах дітей є складовою частиною кримінальної міліції органів внутрішніх справ і створюється на правах самостійного підрозділу в головних управліннях Міністерства внутрішніх справ України в Автономній Республіці Крим, місті Києві, Київській області, управліннях Міністерства внутрішніх справ міста Севастополя, областей, управліннях внутрішніх справ Міністерства внутрішніх справ України на транспорті та Міністерстві внутрішніх справ України.
Структура Управління кримінальної міліції у справах дітей МВС України, має чітку організацію та складається з 3-х відділів:
1) відділу організаційно-аналітичної роботи та нормативного забезпечення;
2) відділу протидії дитячій злочинності та розшуку дітей;
3) відділу профілактики правопорушень серед дітей.
У складі кримінальної міліції у справах дітей діють приймальники-розподільники для дітей. Діяльність приймальників-розподільників для дітей затверджена наказом МВС України від 13.07.1996 № 384 «Про затвердження Положення про приймальники-розподільники для неповнолітніх органів внутрішніх справ»[19], а також спільним наказом МВС України та Адміністрації Державної прикордонної служби України від 25.11.2003 № 1426/267 "Про затвердження Інструкції про порядок взаємодії між Міністерством внутрішніх справ України і Адміністрацією Державної прикордонної служби України з питань приймання — передавання та повернення дітей у країни постійного проживання " [18].
На сьогоднішній день у 19 регіонах України функціонує 21 такий заклад, вони розраховані на 610 ліжко-місць. 4 приймальникам-розподільникам, які розташовані на перетині великих транзитних шляхів (Київський, Харківський, Сімферопольський та Одеський) наказом МВС України від 15.03.2005 № 159 наданий статус «транзитних» [19, c. 30].

## Приймальники-розподільники
Відповідно до чинного законодавства у приймальник-розподільник для дітей можуть бути доставлені особи віком від 11 до 18 років на термін до 30 діб, які:
— вчинили правопорушення до досягнення віку, з якого за такі діяння особи підлягають кримінальній відповідальності, якщо є потреба негайно ізолювати їх і відносно них винесена постанова органу дізнання, слідчого, санкціонована прокурором, або постанова суду;
— згідно з рішенням суду направляються у спеціальні установи для дітей;
— самовільно залишили спеціальний навчально-виховний заклад, де вони перебували.
Неповнолітні з так званою «девіантною поведінкою» потребують відповідного комплексу реабілітаційних заходів, які б зумовили повернення їх до нормальних умов життя. Виникає необхідність створення медико-соціально-реабілітаційних центрів для дітей даної категорії. При цьому особлива увага приділялась проведенню відповідної профілактичної роботи з неблагополучними сім'ями, адже саме відсутність належного батьківського виховання, утиски, жорстоке ставлення та насильство в сім'ї є причиною залишення підлітком місця проживання, що породжує такі негативні наслідки як бездоглядність та безпритульність .
Крім того, варто відзначити, що в Управлінні кримінальної міліції у справах дітей МВС України та його структурних підрозділах у складі обласних ГУМВС-УМВС працює більше трьох тисяч співробітників. Середньостатистичне навантаження на одного працівника служби становить від 3 до 3,5 тис. дітей у містах та близько 4 тисяч у сільській місцевості.
В той же час в сільській місцевості за рахунок зменшення кількості дітей на одного працівника служби для проведення профілактичної роботи серед учнів приходиться більше 20 шкіл. Є райвідділи міліції, де взагалі за штатним розкладом передбачено одну посаду працівника служби. Найбільш проблемними регіонами у плані навантаження на працівників КМСД є столиця, Київська область, деякі обласні центри (Донецьк, Луганськ, АР Крим).

## Основні напрями діяльності кримінальної міліції у справах дітей
Чинним законодавством визначені основні напрями діяльності кримінальної міліції у справах дітей. Це, зокрема:
- організація та проведення профілактичної роботи щодо попередження негативним явищам серед дітей;
- виявлення та притягнення до відповідальності дорослих осіб, які вчиняють відносно неповнолітніх протиправні дії;
- розкриття злочинів, вчинених неповнолітніми та відносно них;
- розшук дітей, що зникли безвісти, самовільно залишили сім'ю чи навчально-виховні заклади.
Окремим напрямком діяльності підрозділу є розшук тих неповнолітніх, які залишили місце проживання або навчання . Залишені без нагляду діти часто стають жертвами протиправної діяльності дорослих осіб. Зазначена проблема залишається актуальною, і для її вирішення сьогодні необхідно привернути увагу всього суспільства.
З метою більш ефективного проведення розшуку дітей МВС України взаємодіє із засобами масової інформації. Повідомлення про розшук безвісти зниклих дітей, а також їх фотографії постійно публікуються у відомчих газетах МВС України «Іменем Закону», «Моменти», «Кримінальна хроніка» та центральних газетах «Сегодня», «Факты», «Жизнь». Також налагоджено взаємодію з телевізійними програмами «Увага, розшук!» («Магнолія-ТВ», телеканал «1-й Національний») та «Жди меня» (телеканал «Інтер»). До того ж інформація надається для розміщення у рубриці «Розшук» на вебсайті МВС України і окремо — у відповідних рубриках вебсайтів ГУМВС-УМВС.

## Функції кримінальної міліції
Відповідно до покладених на кримінальну міліцію у справах дітей обов'язків, вона здійснює такі функції, як:
а) профілактичну, що полягає у проведенні роботи із запобігання правопорушенням неповнолітніх; виявлення причин та умов, які сприяють вчиненню правопорушень неповнолітніми, вжиття заходів щодо їх усунення; участі у правовому вихованні неповнолітніх; розшуку неповнолітніх, які залишили сім'ї, навчально-виховні заклади та спеціальні установи для неповнолітніх; виявленні дорослих осіб, які втягують неповнолітніх у злочинну діяльність, проституцію, пияцтво, наркоманію та жебрацтво тощо;
б) охоронну, пов'язану з виявленням, припиненням та розкриттям злочинів, учинених неповнолітніми, вживанням оперативно-розшукових і профілактичних заходів, передбачених чинним законодавством, розглядом заяв і повідомлень про правопорушення, здійсненням досудової підготовки матеріалів, проведенням дізнання тощо;
в) ресоціалізаційну, що включає у себе ведення обліку неповнолітніх правопорушників, у тому числі звільнених зі спеціальних виховних установ, з метою проведення профілактичної роботи, інформування відповідних служб у справах неповнолітніх, здійснення заходів соціального патронажу щодо неповнолітніх, які відбували покарання у виді позбавлення волі на певний строк;
г) виховну, яка реалізується через відвідування неповнолітніх правопорушників за місцем їх проживання, навчання, роботи, проведення бесід з ними, їхніми батьками (усиновителями) або опікунами .
Варто відзначити, що кримінальна міліція у справах неповнолітніх основну увагу приділяє кримінальним виявам неповнолітніх та захисту їх від негативного впливу дорослих. Саме працівники кримінальної міліції у справах неповнолітніх повинні займатися виключно міліцейською роботою: виявляти, припиняти та розкривати злочини; розглядати заяви та повідомлення про правопорушення, скоєнні неповнолітніми, здійснювати досудову підготовку матеріалів про правопорушення, проводити дізнання в межах, визначених кримінально-процесуальним законодавством; розшукувати неповнолітніх, які залишили сім'ю, навчально-виховні заклади та спеціальні установи для неповнолітніх; перевіряти їх за місцем проживання та навчання; вести профілактичний облік неповнолітніх правопорушників, а також направляти до спеціальних установ та закладів; складати протоколи про адміністративні правопорушення неповнолітніх, а також їх батьків, які не виконують обов'язків щодо виховання і навчання дітей, які втягують їх у злочинну діяльність, пияцтво та наркоманію.
Запобігання злочинам серед неповнолітніх повинно проводитись у разі, коли: є факти, що вказують на реальну можливість вчинення неповнолітнім злочину (для попередження останнього); неповнолітнім було вчинено злочин (для попередження вчинення злочину іншим неповнолітнім з тих самих причин та умов); необхідно забезпечити належну поведінку неповнолітніх, які відбули покарання (достроково звільнені) або засуджені до міри покарання, не пов'язані із позбавленням волі, або яких повернули батькам після перебування у виправно-виховній колонії.
У МВС України приділяється увага організації і проведенню заходів, спрямованих на попередження правопорушень і злочинів, профілактичній роботі серед неповнолітніх . З урахуванням соціально-економічної ситуації, що склалася в державі, удосконалюється система запобігання злочинності. Спираючись на соціальні пріоритети та демократичні цінності суспільства, визначаються умови, в яких ця діяльність буде здійснюватись і надалі.

## Функції органів внутрішніх справ
Функції органів внутрішніх справ щодо вжиття заходів попередження злочинів серед неповнолітніх :
1) повідомлення, які вказують на можливість вчинення злочину неповнолітніми, повинні збиратись всіма працівниками органів внутрішніх справ у межах їх компетенції;
2) попереджувальні заходи до неповнолітніх, щодо яких надійшла інформація про можливість вчинення ними злочинів, повинні вживатись всіма органами внутрішніх справ негайно і беззаперечно;
3) запобіжні заходи, необхідність яких виникла під час розслідування кримінальної справи, здійснюються слідчими (в окремих випадках залучаються працівники кримінальної міліції у справах неповнолітніх, інспектори карного розшуку та представники громадськості);
4) нагляд за поведінкою неповнолітніх, засуджених до умовної міри покарання, або міри, не пов'язаної з позбавленням волі, повинен здійснювати суд за місцем проживання, а також працівники кримінальної міліції у справах неповнолітніх, дільничні інспектори, інспектори карного розшуку та громадськість;
5) забезпечення належної поведінки неповнолітніх, які відбули покарання, повинно здійснюватись органами внутрішніх справ з допомогою громадськості .